# St. Martin (Babensham)

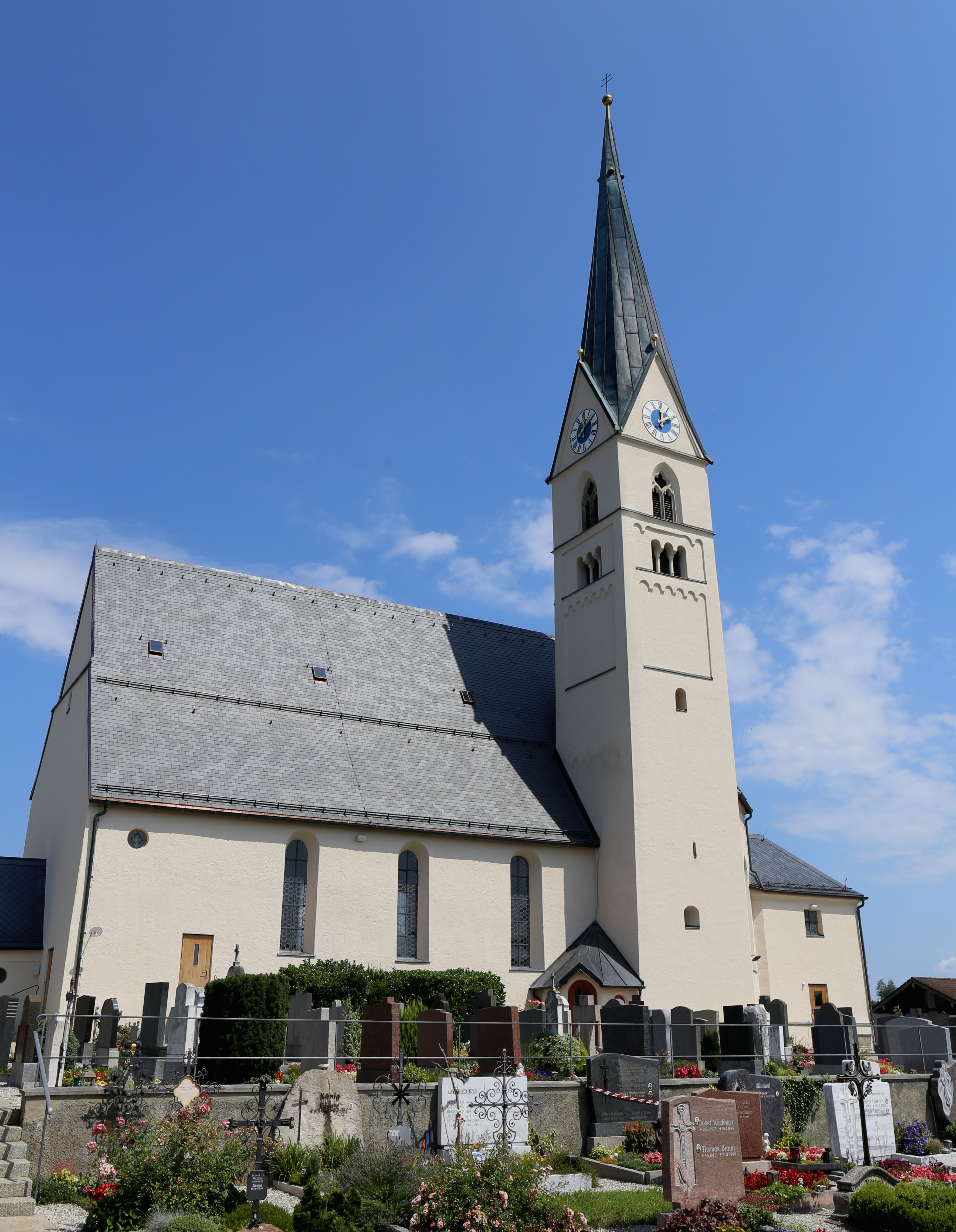
St. Martin in Babensham

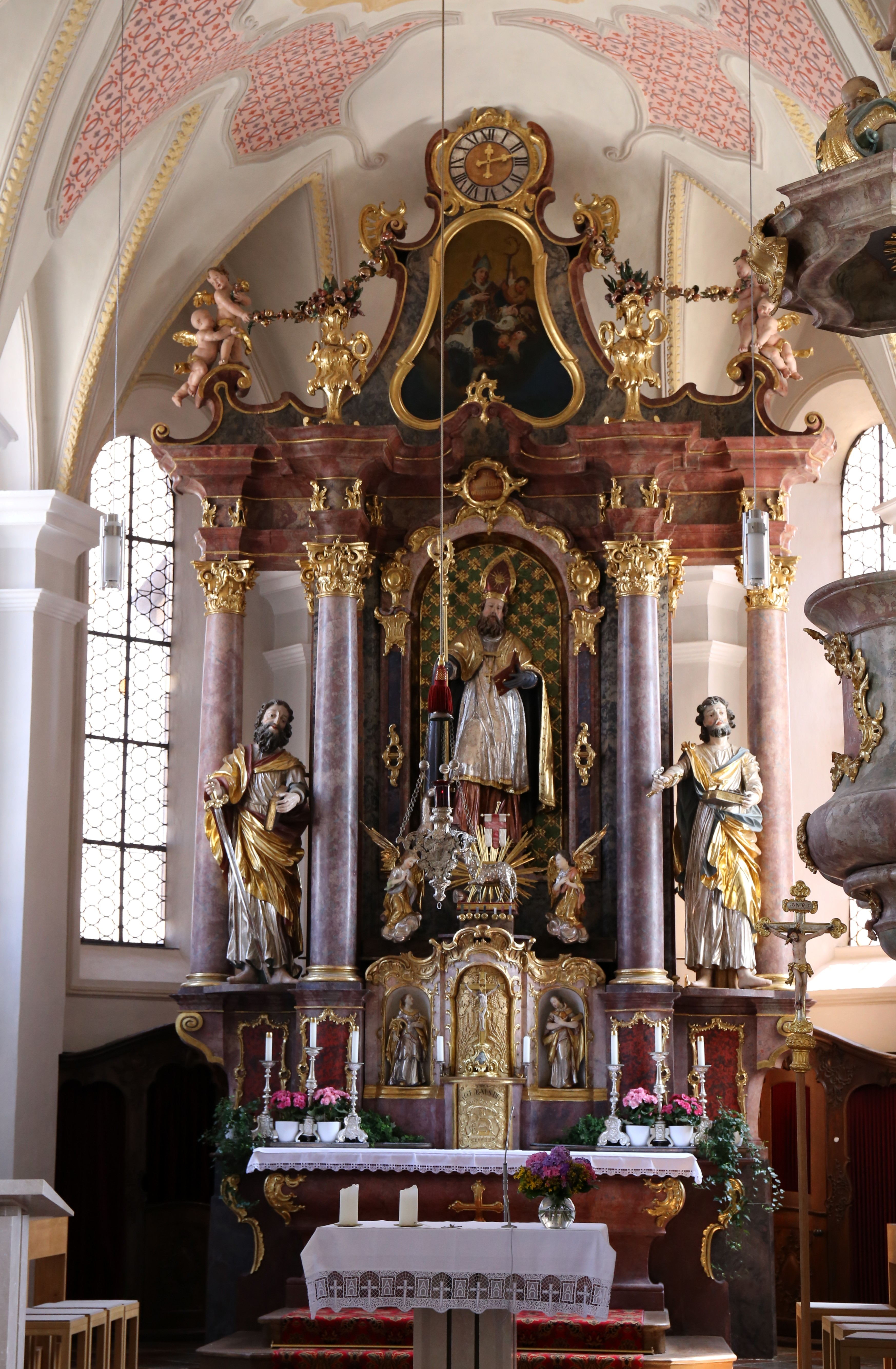
Hochaltar

St. Martin ist die römisch-katholische Pfarrkirche in Babensham, einer Gemeinde im oberbayerischen Landkreis Rosenheim. Das Bauwerk ist in der Liste der Baudenkmäler in Babensham unter der Nr. D-1-87-116-1 eingetragen. Die Kirche gehört zum Dekanat Rosenheim im Erzbistum München und Freising.

## Beschreibung
Die spätgotische Saalkirche wurde im 18. Jahrhundert barock umgestaltet. Sie besteht aus einem im Kern romanischen Langhaus mit vier Jochen, das im 19. Jahrhundert um ein Joch verlängert wurde, einem eingezogenen, dreiseitig geschlossenen Chor im Osten, einem Chorflankenturm auf quadratischem Grundriss an der Südwand und einer Sakristei an der Stirnwand des Chors. Das oberste Geschoss des Chorflankenturms enthält den Glockenstuhl. Über seinen Dreiecksgiebeln, an denen die Zifferblätter der Turmuhr angebracht sind, erhebt sich ein spitzer Helm. 
Der Innenraum ist mit Stichkappengewölben oberhalb von Pilastern überspannt.
Die Orgel mit zwölf Registern, einem Manual und Pedal wurde 1875 als Opus 119 von Max Maerz gebaut.